# Улица Маршала Конева (Москва)
Улица Ма́ршала Ко́нева — улица на северо-западе Москвы в районе Щукино Северо-Западного административного округа между 1-м Волоколамским проездом и улицей Расплетина.

## Происхождение названия
В 1973 году 3-я улица Октябрьского Поля и 2-й Волоколамский проезд были объединены и названы в честь Ивана Степановича Конева (1897—1973) — Маршала Советского Союза, дважды Героя Советского Союза, участника 1-й мировой и Гражданской войн. В Великой Отечественной войне командовал армией, фронтами, после войны — на различных крупных военных должностях.

## Описание
Улица Маршала Конева начинается от 1-го Волоколамского проезда, проходит на юго-запад, пересекает улицы Маршала Рыбалко, Маршала Бирюзова и Маршала Мерецкова, поворачивает на запад и заканчивается на улице Расплетина.

## Примечательные здания и сооружения
по нечётной стороне:
- № 9, корп. 1 — жилой дом (кон. 1940-х, архитекторы Д. Н. Чечулин, М. Г. Куповский)[1]
- № 11 — школа № 2077;

по чётной стороне:
- № 10 — школа № 2077;
- № 12 — отделение связи № 60-Д-123060.

## Транспорт
- Автобусные маршруты № 105, 800, П58.